# Punta Russell Oriental
La Punta Russell Oriental és un cim de 3.034 m d'altitud, amb una prominència de 13 m, que es troba a l'aresta est del Pic de Russell, al massís de la Maladeta, província d'Osca (Aragó).